# Partícula compuesta
Una partícula compuesta es una partícula subatómica que está formada por un conjunto de partículas más elementales que forman juntas un estado ligado estable.
El concepto es interesante porque las llamadas partículas compuestas a bajas energías o a escalas de distancia grandes comparadas con la región típica ocupada por las partículas constituyentes pueden ser modelizadas considerablemente bien como si fueran una partícula indivisible.

## Partículas subatómicas de los átomos

### Átomos como partículas compuestas
Los átomos son en sí mismos partículas compuestas formadas por un núcleo formado por partículas llamadas nucleones y un conjunto de varios electrones. El núcleo acumula más del 99,9% de la masa total del átomo, aunque la distribución de los electrones es lo que confiera al átomo la mayoría de las propiedades físicas y químicas medibles. Cuando las distancias involucradas en una interacción entre átomos son superiores a 100 pm (10-10 m) y las energías son mucho menores que 14 eV los átomos se comportan aproximadamente como partículas indivisibles. Conviene señalar que no todos los átomos son totalmente estables, siendo todos los átomos por encima de cierto peso atómico radioactivos por lo que son sólo metaestables.

### Núcleos atómicos como partícula compuesta
Los electrones son partículas elementales que se mantienen "ligados" al núcleo en diversos estados mediante la interacción electromagnética. El núcleo por otra parte puede considerarse como una partícula subatómica para energías distancias algo superiores a 1 fm(10-15 m) o energías inferiores a 108 eV. El núcleo formado principalmente por protones y neutrones, se mantiene unido gracias a un equilibrio dinámico entre ellos. La interacción entre ellos se lleva a cabo mediante intercambio de piones que son los portadores de la fuerza nuclear fuerte residual. La mayoría de núcleos ligeros que tienen una proporción adecuada de neutrones y electrones son totalmente estables, sin embargo, los núcleos pesados o los ligeros con cierto desequilibrio entre neutrones y electrones son metaestables.

### Neutrones y protones

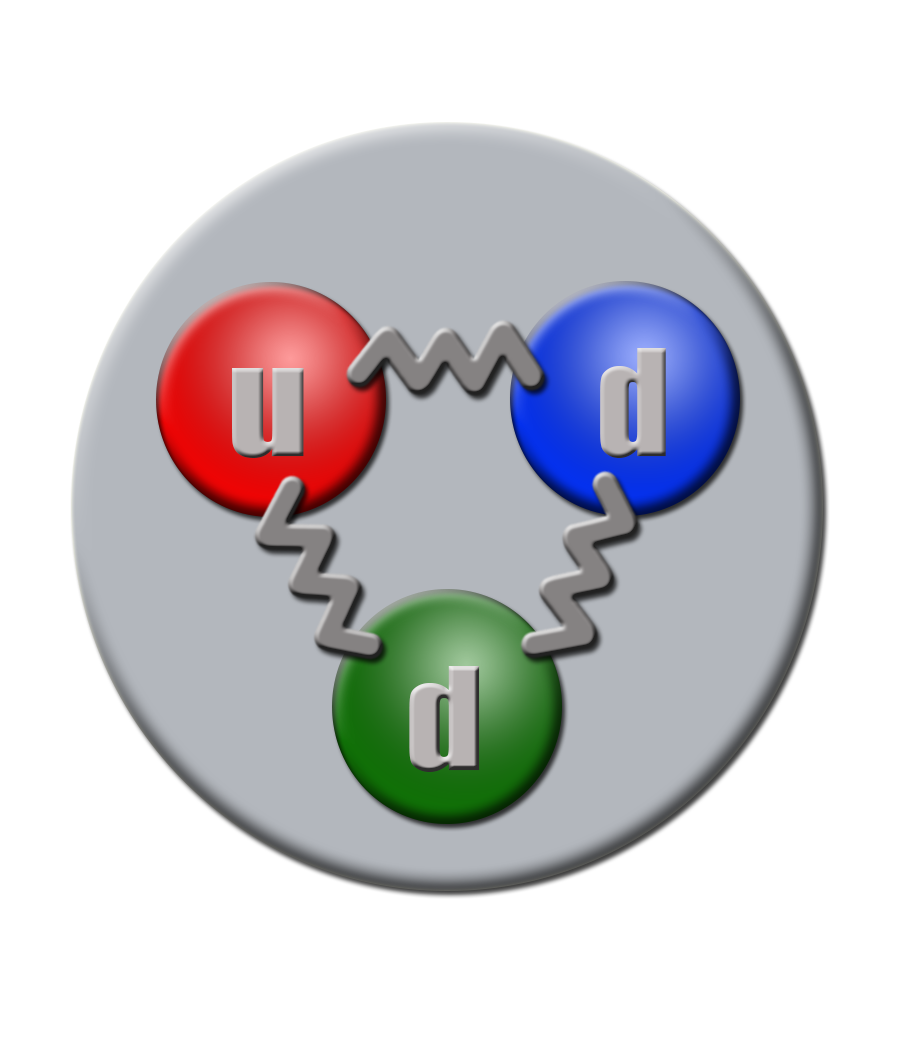
representación de la estructura interna de un neutrón, formado por dos quarks d y un quark u, cada uno de los tres quarks tiene cargas de color diferente: rojo, azul y verde.

Por debajo del nivel de los núcleos atómicos, encontramos de hecho que los neutrones y protones, al igual que otros hadrones, a muy altas energías manifiestan una estructura interna. Esto indujo a pensar a los físicos que efectivamente no eran partículas elementales sino compuestas. El Modelo estándar de física de partículas de hecho considera que los neutrones y protones son de hecho estados ligados de tres quarks que se mantienen unidos por la fuerza nuclear fuerte en forma de intercambio de gluones. Los neutrones dentro de algunos núcleos ligeros pueden comportarse como partículas totalmente estables o muy estables, sin embargo, los neutrones libres son partículas metaestables con tiempos de desintegración de alrededor de 20 minutos. En cambio los protones, dentro del modelo estándar, se consideran partículas totalmente estables, aunque en algunos modelos de gran unificación se considera metaestable (con tiempos desintegración medios de 1030, muy superiores a la edad del universo).

## Hadrones
Los hadrones están formados por un cierto número de quarks en interacción, a bajas energías la estructura interna del hadrón es inobservable y el hadrón parece ser una partícula simple, sin embargo, a medida que se incrementa la energía de interacción, la estructura interna se hace visible. Existen dos tipos de hadrones ordinarios, los bariones formados por tres quarks diferentes (o tres antiquarks diferentes) con diferentes cargas de color asignadas y los mesones formados por un par de quark-antiquark. Se especula sobre la existencia de los llamados hadrones exóticos que pueden tener combinaciones de quarks diferentes de las de bariones y mesones ordinarios.